# Spectracanthicus
Spectracanthicus (Спектракантікус) — рід риб триби Ancistrini з підродини Hypostominae родини Лорікарієві ряду сомоподібні. Має 5 видів. Наукова назва походить від латинського слова spectrum, тобто «погляд», «примара», та грецького слова akantha — «шип».

## Опис
Загальна довжина представників цього роду коливається від 6,5 до 15 см. Голова широка, сплощена зверху, з боків є збільшені одонтоди (шкіряні зубчики). Очі доволі великі, опуклі, розташовані з боків у верхній частині голови. Кількість зубів 8-43 на кожній щелепі, зазвичай їх більше на нижній. Мезіальна стінка вище бічної. Зяброві отвори невеличкі. Тулуб масивний, вкритий дрібними кістковими пластинками. Спинний плавець високий і великий, починається навпроти черевних плавців. Мембрана спинного плавця поєднана з шипом жирового плавця. Грудні плавці видовжені. Черевні плавці значно поступаються останнім довжиною, проте ширші. Анальний плавець поступається спинному, має 3-4 гіллястих променя. Хвостовий плавець переважно широкий, короткуватий, у низки видів має виїмку.
Забарвлення сіре, коричневе, чорне з різними відтінками. По основному фону проходять дрібні (рідше великі) білі чи жовтуваті цятки, що вкривають усе тіло риб. Черево білувате, без плям або цяток. Деякими види мають світлий відтінок на краях плавців.

## Спосіб життя
Біологія вивчена не достатньо. Це демерсальні риби. Зустрічаються в водоймах із сильною течією. Вдень ховаються серед валунів або скель. Активні вночі. Живляться водоростями та перифітоном.

## Розповсюдження
Мешкають у басейні річок Тапажос, Токантінс, Шінгу, Ітакаіунас. Натепер знаходять в небезпеці у зв'язку з масштабним будівництвом гребель на цих річках.

## Види
- Spectracanthicus murinus
- Spectracanthicus immaculatus
- Spectracanthicus punctatissimus
- Spectracanthicus tocantinensis
- Spectracanthicus zuanoni